# Aeroportul Resende
Aeroportul Resende (IATA: REZ, ICAO: SDRS) este un aeroport din Rio de Janeiro, Brazilia ce deservește zona Resende. Aeroportul a fost tranzitat în 2013 de 761 de pasageri. A fost numit după zona deservită.
Situat la o altitudine de 402 m, aeroportul dispune de 1 pistă.

## Infrastructură

### Piste
Aeroportul dispune de o singură pistă. Pista 8/26 are suprafața de asfalt și dimensiunile 1.300 m × 30 m. 